# This is Spinal Tap
This is Spinal Tap és una pel·lícula de fals documental paròdic estatunidenc de 1984 coescrit i dirigit per Rob Reiner (en el seu debut com a director). La pel·lícula és protagonitzada per Christopher Guest, Michael McKean i Harry Shearer com a membres del grup de heavy metal Spinal Tap, que es caracteritza per ser «una de les bandes més sorolloses d'Anglaterra». Reiner interpreta Martin «Marty» Di Bergi, un documentalista que els segueix en la seva gira nord-americana. La pel·lícula satiritza el comportament i les pretensions musicals dels grups de rock i les tendències hagiogràfiques presents en pel·lícules concert com The Song Remains the Same (1976), The Last Waltz (1978) i All You Need Is Cash (1978).
L'estrena de This is Spinal Tap va anar acompanyada de crítiques favorables però va tenir un èxit comercial discret. El posterior llançament en VHS li va aportar un major èxit i una apreciació de culte. El 2002 va ser considerada «culturalment, històricament o estèticament significativa» per la Biblioteca del Congrés dels Estats Units, i va ser seleccionada per a la seva preservació pel National Film Registry.

## Argument
El cineasta Martin «Marty» Di Bergi està filmant un documental sobre la gira musical del grup de heavy metal anglès Spinal Tap el 1982 als Estats Units per a promocionar el seu nou àlbum, Smell the glove. La banda està formada pels amics de la infància David St. Hubbins i Nigel Tufnel a la veu i la guitarra, el baixista Derek Smalls, el teclista Viv Savage i el bateria Mick Shrimpton.

## Producció

### Precedents
Michael McKean i Christopher Guest es van conèixer mentre estudiaven a la universitat a la ciutat de Nova York a finals dels anys 1960 i van tocar música junts. Van treballar amb Harry Shearer i Rob Reiner en un episodi pilot de televisió l'any 1978 per a un programa d'esquetxos de comèdia anomenat The TV Show que parodiava una banda de rock anomenada Spinal Tap. Durant la producció d'aquell treball, McKean i Guest van començar a improvisar, inventant personatges que es van convertir en David St. Hubbins i Nigel Tufnel.
Guest havia tocat la guitarra amb el nom de «Nigel Tufnel» a l'àlbum Lenny and the Squigtones de Michael McKean i David Lander.

### Desenvolupament
La pel·lícula sencera es va rodar a Los Angeles durant un període de cinc setmanes amb càmeres portàtils de 16 mm. La visita a la tomba d'Elvis Presley es va filmar en un parc d'Altadena, amb una maqueta del lloc de la tomba. El grup canta «Heartbreak Hotel» perquè va ser l'única cançó d'Elvis per a la qual la productora Karen Murphy va obtenir-ne els drets.
Rob Reiner va aconseguir 60.000 dòlars de Marble Arch Productions per a escriure un guió amb McKean, Guest i Shearer, basat en els personatges de Spinal Tap. Després d'uns dies d'escriptura, es van adonar que cap guió podia captar el tipus de pel·lícula que volien fer, així que van decidir rodar una demostració de la pel·lícula proposada i el productor de televisió Norman Lear va decidir donar suport al projecte, proporcionant-los un pressupost de dos milions de dòlars.
Pràcticament tots els diàlegs de la pel·lícula són improvisats. Els actors rebien esbossos que indicaven on començarien i acabarien les escenes i la informació dels personatges necessària per a evitar contradiccions, però tota la resta sorgia dels actors. Amb la major freqüència possible, la primera presa es va utilitzar a la pel·lícula per a captar les reaccions naturals. Reiner volia enumerar tot el repartiment com a guionistes de la pel·lícula per a reconèixer les seves contribucions, però el Sindicat de Guionistes s'hi va oposar, i només ell, Guest, McKean i Shearer hi apareixen acreditats.
El veterà càmera de documentals Peter Smokler va treballar com a director de fotografia a la pel·lícula. Smokler tenia un gran instint per a la col·locació de la càmera al plató, segons Reiner, i és responsable de l'estil cinema veritat de la pel·lícula. Amb Smokler darrere de la càmera, la pel·lícula es va rodar no com un llargmetratge, sinó com un documental, sense guió ni programa de rodatge tradicional. Es van filmar tantes imatges (més de 100 hores) que finalment es van necessitar tres muntadors per a completar la pel·lícula.
Les referències per a la pel·lícula van ser els documentals Dont Look Back (1967), que es va fer sobre Bob Dylan, i The Last Waltz (1978), que tracta sobre The Band. L'escena on Spinal Tap es perd entre bastidors es va inspirar en un vídeo de Tom Petty en una sala d'Alemanya, travessant una sèrie de portes intentant trobar l'escenari i acabant en una pista de tennis coberta. Rob Reiner també va anar a veure la banda anglesa de heavy metal Judas Priest en concert com a part de la seva preparació per a la pel·lícula. Segons Harry Shearer al comentari del DVD de l'edició The Criterion Collection, el teclista John Sinclair acabava de tornar d'una gira amb Uriah Heep quan el rodatge estava a punt de començar, i els va explicar com havien estat actuant en una base de les forces aèries. Posteriorment van utilitzar aquesta història a la pel·lícula.
En la postproducció, Christopher Guest estava molt preocupat per la versemblança de les posicions dels dits als instruments a les escenes de concerts, i fins i tot va tornar a gravar algunes imatges després que la pel·lícula fos editada per assegurar-se que les seves mans apareguessin sincronitzades amb la música.
El personatge de Jeanine, la parella disruptiva de David, es va afegir durant la producció per a proporcionar una història al material, en part per a tranquilitzar els executius de l'estudi preocupats per si la pel·lícula no tenia argument. L'actriu Victoria Tennant va ser considerada per al paper, però finalment es va encarregar a June Chadwick gràcies a la seva sintonia amb el repartiment i les seves habilitats d'improvisació. Robert Bauer va interpretar el mateix personatge, Moke, en una altra pel·lícula de Reiner, The Sure Thing (1985).

### Reaccions dels músics
La pel·lícula va impressionar alguns músics. Jimmy Page, Robert Plant, Jerry Cantrell, Dee Snider i Ozzy Osbourne van reconèixer que, com Spinal Tap, s'havien perdut en passadissos entre bastidors abans d'arribar a l'escenari. Quan George Lynch de Dokken va veure la pel·lícula va exclamar: «Aquests som nosaltres! Com han pogut fer una pel·lícula sobre nosaltres?» Glenn Danzig va tenir una reacció semblant quan va comparar Spinal Tap amb la seva antiga banda, Misfits.
Lars Ulrich va afirmar en una roda de premsa que el Guns N' Roses/Metallica Stadium Tour de 1992 s'assemblava molt «a Spinal Tap». Aquella gira va servir de presentació per a l'«àlbum negre» de Metallica. Poc després de començar la gira, James Hetfield de Metallica va patir cremades de tercer grau als braços després d'estar massa a prop del material pirotècnic. Abans d'aquella gira, entre bastidors del concert d'homenatge a Freddie Mercury, Metallica es va reunir amb Spinal Tap i va parlar de perquè el seu «àlbum negre» era un homenatge a Smell the glove de Spinal Tap. Aquest fet es recull al DVD de Metallica A Year and a Half in the Life of Metallica.
En una entrevista de 1992, Nirvana va explicar que havia rebutjat una proposta per a formar part de la pel·lícula Solters. Kurt Cobain continua dient: «Mai no hi ha hagut un bon documental sobre bandes de rock and roll». A continuació, Dave Grohl puntualitza: «A excepció de This is Spinal Tap, l'única pel·lícula de rock que val la pena de veure», cosa amb la qual Cobain està d'acord, a més d'esmentar Dont Look Back, de D. A. Pennebaker.
Segons una entrevista de 1997 a la revista Spin amb el guitarrista rítmic d'Aerosmith Brad Whitford, «La primera vegada que Steven Tyler la va veure, no li va trobar la gràcia». El guitarrista d'U2, The Edge, va afirmar al documental It Might Get Loud que quan va veure This is Spinal Tap per primera vegada, «No vaig riure: vaig plorar», perquè resumia el «cervell pantanós» amb què s'havia convertit la música rock de les grans discogràfiques. En una entrevista del 2023, Chris Frantz de Talking Heads va reconèixer: «Vam veure This is Spinal Tap i vaig pensar "merda, mai més no em podré prendre seriosament"».
Nogensmenys, es va convertir en un insult comú per a una banda pretensiosa que li diguessin que eren més divertits que Spinal Tap. Tal com va dir George Lynch de Dokken, com més seriosament s'autopercebés un grup, més s'assemblava a Spinal Tap. Després de veure una actuació el 1986 del grup de metal extrem Venom, el cantant Henry Rollins els va comparar amb Spinal Tap. Mike Mills de REM va descriure les primeres gires del grup com a «molt Spinal Tap», citant, entre altres coses, que havien tocat en una base de les Forces Aèries dels Estats Units.
Harry Shearer, que interpreta a Derek Smalls, es va convertir en un dels actors de veu d'Els Simpsons, posant veu a Seymour Skinner, Sr. Burns, Waylon Smithers, Ned Flanders i molts altres.